# Sonnenfinsternis vom 3. November 1994
Bei der totalen Sonnenfinsternis vom 3. November 1994 zog die 189 Kilometer breite Totalitätszone über das mittlere Südamerika und dem Südatlantik. Die Dauer der totalen Phase war etwa 4½ Minuten relativ lang. Ihre Saros-Nachfolgerin ist die Sonnenfinsternis vom 13. November 2012, dessen totale Zone fast ausschließlich über den Südpazifik verlaufen wird.
Der Saros 133 begann am 13. Juli 1219 mit 12 partiellen Finsternissen in der Arktis. Danach erfolgten 6 ringförmige, gefolgt von einer hybriden und 46 totalen Sonnenfinsternissen. Nach nur 7 weiteren partiellen Finsternissen in der Antarktis wird Saros 133 am 5. September 2499 enden.